# La Collection de Canal+
La Collection est le nom donné à une série de courts métrages initiés, préachetés et diffusés annuellement par Canal+, par appels à projets auprès de scénaristes, de réalisateurs et de producteurs.

## Présentation
La Collection est initiée en 2003. C est Pascale Faure, responsable des Programmes courts qui en a l’idée. Elle en assure la direction artistique accompagnée par Brigitte Pardo et Jean-François Lacoux (de 2008 à 2015)  
Chaque année, Canal + diffuse un appel d'offres (à projets) destiné à faire écrire scénaristes et réalisateurs sur un thème donné ou pour des personnalités précises, choisies par la chaîne. Ces personnalités - acteurs ou non - choisissent et interprètent les projets qu'ils ont retenus, après une première sélection par un comité de lecture. (Le comité de lecture est composé de scénaristes, comédiens ,réalisateurs ,programmateurs tous spécialiste de la forme courte). Les films sont produits par des sociétés de production indépendantes et coproduit par Canal + . Ils ont une durée moyenne de 10 minutes. Sur les dernières collections la durée des films a évolué pour s’approcher des 20 minutes.
Les films sont ensuite diffusés par la chaîne et présentés au Festival international du court-métrage de Clermont-Ferrand et/ou au Festival de Cannes1,2.
C'est François Choquenet et sa société Mad Milk puis Insolyt qui réalise les portraits des artistes participants .qui accompagnent la diffusion des courts .
Chaque film vit après ces diffusions sa propre carrière en festival .

## Historique des thèmes et des personnalités
- 2003 : Une certaine idée du bonheur, 10 courts-métrages  : "Yamamoto San" de David Fourier (Château-Rouge Production), "Speculoos" de Yves Cantraine (Balthazar Productions), "Silver Momoute" de Christophe Campos (Europa Corp), "La peau de chagrin" d'Olive et Blanquet (Sam Alta Films), "Paraboles" de Rémi Bezançon (Mandarin Films), "Momo Mambo" de Laïla Marrakchi (Lazennec Tout Court), "Le Bonheur ne tient qu'à un film" de Laurence Côte (Les Films du Kiosque), "House Hunting" de Christophe Rodriguez (TS Productions), "Debout les Frileux de la Terre" de Christophe le Borgne (Metronomic), "C'était le chien d'Eddy" de Babinet Mandico (Les Films Hatari).
- 2004 : Voilà comment tout a commencé..., 10 courts-métrages : "La méthode anglaise" de Sarah Levy (Stellaire Productions), "Hollywood malgré lui" de Pascal-Alex Vincent (Local Films), "L'âge de raison" de Myriam Aziza (17 Production), "Le droit chemin" de Mathias Gokalp (Karé Production), "Mister Choing" de Sébastien Fau (Le Village), "Le bon, la brute et les zombies" d'Abel Ferry (Art'maniac Productions), "Les 7 hommes de Mireille Poukisse" de François Vogel (Entropie Films), "Un beau jour, un coiffeur..." de Gilles Bindi (Antiprod), "Mona Lisier" de Clode Hingant (Spirale Productions), "La baguette" de Philippe Pollet-Villard (Can/Groupe Première Heure).
- 2005 : 10 minutes pour refaire le monde, 10 courts-métrages : "Undo" de Jean-Gabriel Périot (Local Films), "Un journal télé" de Sylvie Coulon (Label Video), "Sacré sacrifice" de Philippe Lubliner (Arturomoi), "Le vigile" de Philippe Pollet-Villard, "Belle, enfin possible" de Régis Roinsard (La Luna Productions), "Les petits hommes vieux" de Yann Chayia (Les Films du Requin), "Hôtel California" de Nigel Bennett (Big Productions), "Le temps des cerises" de Jean-Julien Chervier (Vhez Play Film), "600 secondes pour refaire le monde" d' Etienne Labroue (Sam Alta Films).
- 2006 : Écrire pour ... un acteur ou une actrice, avec Patrick Chesnais, Marina Foïs, Serge Riaboukine, François Morel, Vincent Desagnat, Maria Schneider, Christine Boisson : "Mon dernier rôle" d' Olivier Ayache-Vidal avec Patrick Chesnais (Cartel Productions), "Les hommes s'en souvriendront" de Valérie Muller avec Marina Foïs (Petrouschka Films), "La leçon de guitare" de Martin Rit avec Serge Riaboukine (Sunday Morning Productions), "Mon père..." de David Colombo-Leotard avec François Morel (Chaya Film), "Les gens dans mon lit" de Victoria Cohen avec Vincent Desagnat (Sunrise Films), "Perds pas la boule" de Maria Pia Crepanzano Minichello avec Maria Schneider (Thinking Productions), "Ma culotte" de Blandine Lenoir avec Christine Boisson (Local Films).
- 2007 : Écrire pour ...  un acteur ou une actrice, avec Catherine Jacob, Emmanuelle Devos, Julien Boisselier, Zoé Félix, Jean-François Stévenin : "Kozak" d'Olivier Fox avec Catherine Jacob (Les Films en Hiver), "Le créneau" de Frédéric Mermoud avec Emmanuelle Devos (Tabo Tabo Films), "La 17ème marche" de Karim Adda avec Julien Boisselier (Dayarde III), "Un train en retard" de Jeanne Gottesdiener avec Zoé Felix (JellyfishFilms), "Chute libre" d'Olivier Dorigan avec Jean-François Stévenin (Sacrebleu Productions).
- 2008 : Écrire pour ... un chanteur, avec Benjamin Biolay, Alain Chamfort, Jeanne Cherhal, Oxmo Puccino, Sheila, Rachid Taha, Mathieu Boogaerts, Arno : "C'est pour quand?" de Katia Lewkovic avec Benjamin Biolay et Valérie Donzelli (LGM), "Chang Juan" de Claudine Natkin avec Alain Chamfort (Kazak Productions), "La consultation" de Frédérick Vin avec Jeanne Cherhal (Hurricane Production), "Deamain peut-être" de Guilhem Amesland avec Oxmo Puccino, Vincent Macaigne (Caïmans Productions), "La dinde" d'Anna Margarita Albelo avec Sheila (Local Films), "Là ou je pense" de Bénédicte Portal avec Rachid Taha (5ème Planète), "La Pomme de Newton" de Vincent Vizioz avec Mathieu Boogaerts (4 A 4 Productions), "Parade nuptiale" d'Emma Perret avec Arno Hintjens (Moteur S'il Vous Plaît).
- 2009 : Écrire pour ... un chanteur avec Miossec, Yelle, Akhenaton, Arthur H, Juliette, Julien Doré, Elli Medeiros : "Le genou blessé et l'homme debout" de Yann Chayia avec Christophe Miossec (Les Films du Requin), "Une pute et un poussin" de Clément Michel avec Yelle (Sombrero Productions), "Douce Nuit" de Dominique Mezerette avec Akhenaton (Le Portagonistes), "Self Defense" de Thomas Gayrard avec Arthur H (Caïmans Productions), "Le rescapé de l'Hippocampe" de Julien Lecat avec Juliette (Kometa Films), "First impressions" de Nigel Bennett avec Elli Medeiros (Le Standard), "Les Astres noirs" de Yann Gonzalez avec Julien Doré (Sedna Films).
- 2010 : La Collection pique sa crise, avec Fabrice Eboué, Vikash Dhorasoo, Jules-Édouard Moustic, Lou Doillon, Augustin Legrand, Virginie Despentes, Didier Wampas et François Bégaudeau : "Le fond du trou" d'Arnaud Ladagnous avec Fabrice Eboué (JPL Films), "Et vous sinon ça va ?" d'Emmanuel Broussouloux avec François Bégaudeau (Sensito Films), "Changement de cap" de Jérôme Bleitrach avec Didier Wampas (Bizibi), "Bec et ongles" d'Elodie Monlibert avec Virginie Despentes (Red Star Cinéma), "Le crocodile de Dniepr" de Nicolas Engel avec Lou Doillon, "A l'arraché" de Paul Manate avec Vikash Dhorasoo, "Ya basta !" de Gustave Kervern, Sébastien Rost avec Augustin Legrand (Brut Productions), "Le meilleur ami de l'homme" de Vincent Mariette avec Jules-Edouard Moustic (Les Films du Worso).
- 2011 : Ecrire pour... Nathalie Baye, 5 courts-métrages avec Nathalie Baye: "Dormir debout" de Jean-Luc Perréard, "Bye Bye" d''Edouard Deluc, écrit par Chloé Larouchi, "A l'abri" de Jérémie Lippmann, écrit par Fabrice Roger-Lacan, "Le premier rôle" de Matthieu Hippeau, "Je voulais vous dire" de Romain Delange (barylevy).
- 2012: La collection donne de la voi(e)x! : avec Jean-Marc Barr, Gaspard Proust, Claudia Tagbo, Yann Barthès, Linh-Dan Pham, Zazie, Gaëtan Roussel et Sabrina Ouazani : "Zombie chéri" de Jérôme Genevray avec Linh-Dan Pham, Pio Marmai (Full House), "Boulevard movie" de Lucia Sanchez avec Jean-Marc Barr (Ysé Productions), "Arthur Flèche" de Samuel Hercule avec Yann Barthes (Sombrero Films), "La dette" d'Ernesto Ona avec Sabrina Ouazani (La Parisienne d'Images), "Schengen" d' Annarita Zambrano avec Claudia Tagbo (Sensito Films), "Ernest (45)" de Céline Salvodelli avec Gaëtan Roussel (Nexus Films), "Fuck Uk" de Benoît Forgeard avec Gaspard Proust (Ecce Films), "Avec mon p'tit bouquet" de Stéphane Mercurio avec Zazie (Mille et une Films).
- 2013 : Le Jeu des sept familles, avec Richard Bohringer et Romane Bohringer, Antoine de Caunes et Emma de Caunes, Alexandre Astier et Simon Astier, Hippolyte Girardot et Ana Girardot, Élodie Hesme, Annelise Hesme et Clotilde Hesme, Joséphine De La Baume et Alexandre De La Baume : "Welcome to China" d 'Olivier Ayache-Vidal avec Arié Elmaleh et Gad Elmaleh (Karé Production), "L'aurore boréale" de Keren Ben Rafaël avec Hippolyte Girardot, Ana Girardot, Jonathan Cohen (Palikao Films), "Putain de lune" de Lou Bohringer avec Romane Bohringer, Richard Bohringer, Jean-Pierre Mocky, Philippe Rebbot (Bizibi Productions), "Tout doit disparaître" de Thibault Durand avec Alexandre de La Baume, Joséphine de La Baume (Polaris Film Productions & Finance), "L'homme à la tête de kraft" de Thierry Dupety, Sandra Joubeaud avec Antoine de Caunes, Emma de Caunes (Tobago Films), "Un chien de ma chienne" de Fabien Gorgeat avec Annelise Hesme, Clotilde Hesme, Elodie Hesme (Petit Films). "Zygomatiques" de Stephen Cafiero avec Alexandre Astier, Simon Astier (Partizan Films).
- 2014: Le tourbillon de Jeanne, 5 films de Sandrine Veysset avec Jeanne Moreau : "L'habit ne fait pas le moine" avec Jeanne Moreau, Bernadette Lafont, Guy Bedos, Charles Aznavour (Mact Productions), "L'homme qu'il me faut" avec Jeanne Moreau, Gérard Depardieu (Mact Productions), "L'amour... L'amour" avec Jeanne Moreau, Isabelle Huppert (Mact Productions), "Cinéma de quartier" avec Jeanne Moreau, Lou Lesage (Mact Productions), "Bien joué" avec Jeanne Moreau, Michael Lonsdale (Mact Productions).
- 2015: Ecrire pour ... La trentaine vue par des écrivains : "Par acquis de conscience" de Maxime Chattam (KG Production), "Le plus petit appartement de Paris" d' Hélèna Villovitch avec Laetitia Dosch, Thomas Scimeca (Ecce Films), "La contribution" de Chloé Delaume (Manufactura), "Anti-trente" d'Oxmo Puccino avec Aure Atika, Redouanne Harjane (Sofilms), "Rosa Mystica" d'Eva Ionesco, Simon Liberati avec Marisa Berenson, Jean- Pierre Léaud, Elli Medeiros (Diligence films)
- 2016: Dessine toujours ! : "Les Shadoks et la maladie mystérieuse" de Thierry Dejean (AAA production), "Il était trois fois" de Nicolas Bianco-Levrin, Julie Rembauville (La Luna Productions), "KOP" de Thomas Pons (L'Ogre), "Parle-moi" de Christophe Gautry (Les Décadrés), "La bite" de Jérôme Leroy, Pierre Tolmer (Cassioppée Films), "Birdy wouaf wouaf" d'Ayce Kartal (Les Valseurs), "Décibels" de Léo Verrier (Miyu Productions), "Et ta prostate, ça va?" de Jeanne Paturle, Cécile Rousset (Xbo Films), "Journal animé" de Donato Sansone (Autour de Minuit), "Le bruit du gris" de Stépahen Aubier, Vincent Patar (Panique !).
- 2017: Demain si j'y suis : "Mars IV" de Guillaume Rieu (Metronomic Productions), "Panthéon discount" de Stéphan Castang avec Jean-Pierre Kalfon (Takami Productions), "L'algorithme de Monte-Carlo" d'Emilie Noblet (Stromboli Films), "I want Pluto to be a planet again" De Marie Amachoukeli,Vladimir Mavounia-Kouka (Autour de Minuit), "Pièce rapportée" de Carine May, Hakim Zouhani (Nouvelle Toiles Productions), "Paraisopolis" de Laure de Clermont-Tonnerre (MACT Productions), "Rétrosexe" de Jean-Baptiste Saurel (Kazak Productions).Palmarès : Panthéon Discount, Prix du Public Compétition Nationale, Prix Etudiant Festival International du Court-métrage Clermont-Ferrand (France), Prix de la réalisation Festival International du Court-métrage de Thessalonique (Grèce), Grand Prix Festival International du Film francophone (Tübingen, Stuttgart, Allemagne)
- 2018: Ecrire pour le cinéma de genre / Fantastique : "Chose mentale" de William Laboury (Bobi Lux), "Acide" de Just Phiippot (La Petite Prod), "Livraison" de Steeve Calvo (Blast Production), "Atomic spot" de Stéphanie Cabdevilla, Charlotte Sanson (Capricci Films et Metronomic productions), "Aurore" de Mael Le Mée (Bobi Lux). Palmarès : Acide, Best Film FantasticFest Austin (USA), Best Short Film/Best Actor Brooklyn Horror Film Festival (USA), Best Film Hrinzatema Festival (Serbie), Audience's Choice Award Fragaria International Fantastic FF (Chine),Best Film/Best Actor Maniatic Film Festival (Espagne), Meilleur Film/ Meilleur SFX Festival Effets Stars (Montpellier, France), Best Editing/Best Fx Macao Sound & Image Challenge IF (Chine), Best World Short Film / Best Editing / Best Sound El Paso Film Fest (USA); Aurore, Best Short Film Fantasia Montréal (Canada), Best Short Film La corogne Fantastic Film Festival (Espagne), Best Direction / Best Special Effets Maniatic Film Festival (Espagne); Chose mentale Best Short Film Made in France Festival Européen du Film Fantastique (Strasbourg, France); Atomic Spot Best FX Sao Paulo Phenomena Fantastic FF (Brésil)
- 2019 : Ecrire pour le cinéma de genre / Polar : "La belle affaire" de Constance Meyer avec Florence Loiret Caille et Gérard Depardieu (Topshot Films, Silex Films), "A nous deux !" de Marie Loustalot (Why Not Productions), "Forêt noire" de Jean-Marc Roy, Philippe David Gagné (Capricci Films, la Boîte de Pickup), "Tomatic" de Christophe Saber (Capricci Films, Bobi Lux), "Diversion" de Mathieu Mégemont (Insolence Productions). Palmarès : Grand Prix du Court -Métrage au Festival International du Film Fantastique de Gérardmer pour "Diversion" de Mathieu Mégemont (Insolence Productions).
- 2020 : Ecrire pour le cinéma de genre / Comédie musicale : "Plot" de Sébastien Auger (A travers le miroir); "Quatorze ans" de Barbara Carlotti (Ecce Films); "Monsieur" de Thomas Ducastel (Dharamsala); "Belle étoile" de Valérie Leroy (Offshore); "Rap-night" de Salvatore Lista (Offshore); "BBQ" de Jeanne Mayer (Smac Productions); "Fin de saison" de Matthieu Vignau (Mabel Films)

## Polémique
Les conditions de sélection et d'attribution ont souvent été sujets à polémique, éveillant des soupçons de favoritisme et de copinage. En 2010, le comédien Augustin Legrand choisit un projet de Gustave Kervern, dont il est proche. En 2012, Richard Bohringer et Romane Bohringer choisissent le projet de Lou Bohringer, fille de l'acteur n'ayant jamais tourné de films. Ce choix provoque un tollé auprès des participants. La nouvelle est également largement commentée par la presse et sur les réseaux sociaux, qui ironisent sur l'opacité de l'appel d'offre, les pratiques qualifiées de « népotiques »(caractéristiques, selon plusieurs observateurs, du mode de fonctionnement du cinéma français) ainsi que sur le mépris de Canal + pour tous les auteurs anonymes ayant travaillé à ce concours ,,,,,,.